# Soto de la Vega
Soto de la Vega – gmina w Hiszpanii, w prowincji León, w Kastylii i León, o powierzchni 23,58 km². W 2011 roku gmina liczyła 1724 mieszkańców.